# 高橋郁丸
高橋 郁丸（たかはし ふみまる）は、新潟県新潟市出身の漫画家、民俗学研究家。國學院大學栃木短期大学教養学部卒業。新潟妖怪研究所所長。新潟県民俗学会理事、全国良寛会理事。
妖怪研究家として、新潟の妖怪を紹介する一方、出雲崎町出身の禅僧・良寛の研究に取り組んでいる。
現在は、民俗・郷土史について執筆、講演を行っている他、漫画やイラストで紹介することで伝承を普及することに務めている。

## 人物
小さい頃から昔話が好きで、高校の時に父に連れられて県内各地を巡った時に、燕市の国上寺に伝わる酒呑童子の生誕伝説などの面白い言い伝えに出会う。
高校時代に大きな病気を経験し、手術をした際に、怖さを紛らわそうと『遠野物語』を読み、民俗学に興味を持つ
國學院大學栃木短期大学に進学し、民俗学を専攻。民俗研究会に入り、新潟の民俗・奇事を伝える『北越奇談』や『北越雪譜』を読み地元への関心を深める。
短大を卒業後、新潟県内で就職した頃に、『北越雪譜』にまつわる逸話を聞くためにお年寄りを訪ねたことが縁で、妖怪の面白さにひかれ、仕事の合間に県内各地で聞き取り調査をするようになる。
新潟県民俗学会に所属し、県内各地の祭りや習俗の聞き取りを続け、それを親しみやすい漫画やイラストで描き、民俗学の普及を試みている。

## 来歴
1988年『まんが蓮の露－良寛を慕う貞心尼ものがたり』を出版。
新潟県立文書館に設立当時から12年間勤め、司書、アーキビストとして資料整理と図書整理を行う。「にいがたマンガ大賞」の1次審査員を第6回（2003年度）より務めている。
2006年4月から12月にかけて、新潟日報の朝刊に「妖界にいがた」を連載（全39回）。新潟県内各地に伝わる妖怪をイラスト付きで紹介し、背景の郷土史や習俗を解説した。
2010年、「新潟妖怪研究所」名義で『新潟の妖怪』を出版すると反響を呼び、研究所の会員募集をすると、200人ほどの会員が集まった。このことをきっかけとして、2012年7月16日に発足した新潟県内各地に伝わる妖怪の話を語り継ぎ情報発信していく民間団体「新潟妖怪研究所」の所長に就任。

## 書籍
- 高橋郁丸『まんが蓮の露―良寛を慕う貞心尼ものがたり』考古堂書店、1988年9月1日。ISBN 978-4874991442。
- 高橋郁丸『新説酒呑童子:鬼か仏か―1000年のナゾ』考古堂書店、1994年7月1日。ISBN 978-4874995082。
- 高橋郁丸『まんが 良寛ものがたり』 1巻、考古堂書店〈郷土まんがシリーズ〉、2000年6月1日。ISBN 978-4874995778。
  - 高橋郁丸『まんが 良寛ものがたり』（新装版）考古堂書店、2017年10月10日。ISBN 978-4874998656。
- 高橋郁丸『まんが 貞心尼ものがたり』 2巻、考古堂書店〈郷土まんがシリーズ〉、2000年6月1日。ISBN 978-4874995761。
- 高橋郁丸『ヌリドン伝説』小磯稔（監修）、新潟市漆器同業組合、2008年3月。
- 高橋郁丸『新潟の妖怪』考古堂書店、2010年10月1日。ISBN 978-4874997529。

## テレビ番組

### テレビドラマ
- 妖ばなし 第65話「火車と異獣」（2021年9月25日、TOKYO MX） - キャラクターデザイン、イラスト